# Zbyněk Ollender
Zbyněk Ollender (* 12. dubna 1966) je bývalý československý fotbalista, útočník.

## Fotbalová kariéra
Hrál za Baník Ostrava, RH Cheb, SKP Fomei Hradec Králové a kyperský EPA Larnaca. V československé nejvyšší soutěži nastoupil v 131 utkáních a dal 21 gólů. V Pohárů vítězů pohárů nastoupil ve 2 utkáních proti Galatasaray Istanbul a dal 2 góly a v Poháru UEFA nastoupil ve 2 utkáních proti Aston Ville. V roce 1991 s Baníkem Ostrava vyhrál Československý pohár.